# Aster sanczirii
Aster sanczirii là một loài thực vật có hoa trong họ Cúc. Loài này được Kamelin & Gubanov mô tả khoa học đầu tiên năm 1992.